# Coriophora cnodax
Coriophora cnodax is een slakkensoort uit de familie van de Triphoridae. De wetenschappelijke naam van de soort is voor het eerst geldig gepubliceerd in 1884 door Jousseaume.